# Остки (станція)
Остки́ — проміжна залізнична станція 5-го класу Рівненської дирекції залізничних перевезень Львівської залізниці на неелектрифікованій лінії Коростень — Сарни між станціями Олевськ (20 км) та Рокитне-Волинське (11 км). Розташована в однойменному селі Сарненського району Рівненської області.

## Історія
Станція відкрита 1902 року в ході будівництва Києво-Ковельської залізниці. У 1921—1939 роках була прикордонною станцією на кордоні між Польщею та УРСР. В бік УРСР пасажирський рух був відсутній, з польського боку щодня курсували дві пари приміських поїздів сполученням Сарни — Остки.
У 2018 році «Укрзалізниця» пропонувала закрити станцію Остки через невеликий обсяг робіт — кількість відвантажених вагонів не покриває затрати на обслуговування станції.

## Пасажирське сполучення
На станції Остки зупиняються приміські поїзди сполученням Сарни — Коростень та поїзди далекого сполучення № 114/113 Львів — Харків та № 132/131 Львів — Дніпро.